# Krasňany
Krasňany (Hongaars: Karasznyán) is een Slowaakse gemeente in de regio Žilina, en maakt deel uit van het district Žilina.
Krasňany telt 1.264 inwoners.